# نانت
نانت أو نانُطس (بالفرنسية:  تُنطق [اسمع في هذا المتصفح]Nantes)‏ هي مدينة فرنسية. تقع في غرب البلاد. يبلغ عدد سكانها 303,382 نسمة (إحصاءات 2015). تمتد المدينة على ضفتي نهر لوار وتبعد بخمسين كيلومترا عن المحيط الأطلسي.
قال فيها الادريسي: «ونانطس مدينة على نحر البحر في قعر جون خارج من البحر وهي أول بلاد برطانية ونانطس مدينة كبيرة عامرة آهلة ذات حروث وأسفار ومراكب وداخل وخارج وهي مدينة حصينة رائقة ومنها يتجون البحر إلى جهة الشمال.»

## جغرافيا
تقع نانت في غرب فرنسا على نهر لوار في بداية مصبه وعلى بعد 50 كم من نهاية مصبه عند المحيط الأطلسي. يتدفق رافدان داخل المدينة في نهر لوار وهما الإردر في الشمال والسيفر النانتي في الجنوب.
تقع نانت على بعد 342 كم جنوب غرب باريس و340 كم شمال بوردو و100 كم جنوب رين.
نانت مركز إقليم لوار الأطلسية وعاصمة منطقة بايي دو لا لوار وهي المدينة الكبرى فيهما.

## تاريخ
في فجر التاريخ كانت نانت ميناء على نهر لوار وفي التاريخ القديم أصبحت عاصمة شعب من غرب الغال. في عام 851 غزاها ملك بريتاني. في العصور الوسطى أصبحت عاصمة بريتاني. تم بناء قصر يطل على النهر وأسوار للدفاع عن المدينة. في نهاية القرن الخامس عشر غزا المدينة الملك الفرنسي الذي تزوج وريثة أخر دوق بريتاني آن من بريتاني. مع ابنتها كلود ضمت بريتاني إلى فرنسا خلال ولاية زوجها فرانسوا الأول ملك فرنسا في بداية القرن السادس عشر. تطور الميناء مع تصدير النبيذ واستيراد الملح وسمك القد.

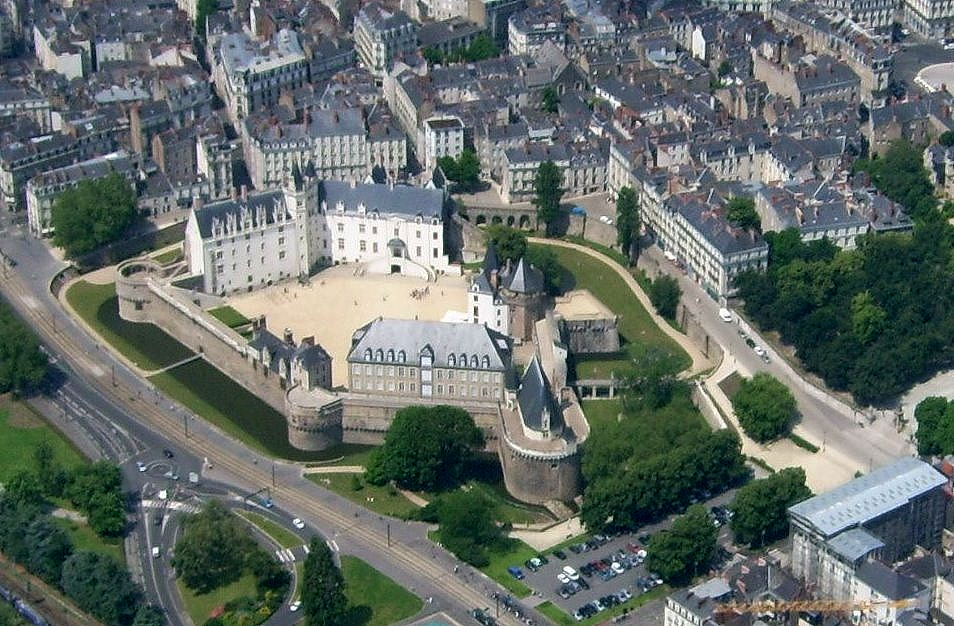
قصر نانت

من نهاية القرن السابع عشر حتى بداية القرن التاسع عشر، اغتنت نانت مع الإتجار في العبيد من أفريقيا إلى المستعمرات الأميركية. ومع انتقال نحو نصف مليون عبد كانت رائدة وأهم مدينة في هذه التجارة في فرنسا. كنتيجة لذلك بنا ملاك السفن قصور رائعة في المدينة.
في وقت الثورة الفرنسية بقيت مؤيدة للثورة ومخلصة لمثل الجمهورية ضد التمرد الملكي المعروف بحرب فونديه والقادم من الإقليم الذي يقع في جنوبها. وخصوصا قاومت المدينة خلال معركة نانت التي فشل فيها المتمردون في السيطرة على المدينة.

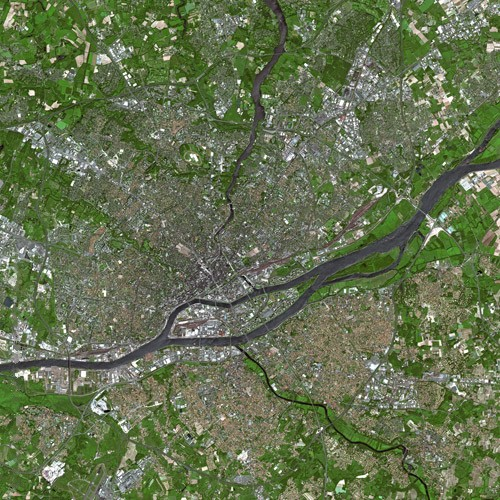
صورة نانت من القمر الصناعي SPOT

و قد ولد بها جول فيرن سنة 1828.

## توأمة
لنانت اتفاقيات توأمة مع كل من:
- باهيا بلانكا
- أكادير
- ساربروكن
- جاكسونفيل
- كارديف
- سياتل
- كوتشابامبا
- نيغاتا
- ريسيفي
- ديربان (2004 -)[15]
- ديشانج
- كلوج نابوكا
- أريحا
- ديسدونيس
- بيتيونفيل
- شيمبوتي
- تبليسي
- ريو دي جانيرو

## أعلام
- جول فيرن
- جيريمي تولالان
- أنطوان راب
- بيير روسو
- جان-لويس سشنايتر
- جيمس تيسو
- جيفري الأول
- مارغريت دي فوا
- تشارلز لي رو
- جوليس دوبريه

## معالم
- مستشفى سانت جاك